# Ken Sailors
Kenneth L. Sailors, né le 14 janvier 1921 à Bushnell dans le Nebraska ou le 14 janvier 1922 à Hillsdale dans le Wyoming et mort le 30 janvier 2016 à Laramie (Wyoming), est un ancien joueur américain professionnel de basket-ball. Meneur de jeu d'1,78 m, il est connu pour avoir popularisé le « tir en suspension » comme une alternative au tir à deux mains, les pieds collés au sol.

## Biographie
Sailors grandit dans une ferme dans le Wyoming, où il développe son jump shot face à son frère Bud. Il apporte ses qualités à l'équipe universitaire des Cowboys du Wyoming de l'université du Wyoming, et mène l'équipe en 1943 à la victoire au tournoi final NCAA. Sailors est nommé Most Outstanding Player.
De 1946 à 1951, Sailors joue en BAA et en NBA sous les couleurs des Rebels de Cleveland, des Stags de Chicago, des Warriors de Philadelphie, des Steamrollers de Providence, des Nuggets de Denver, des Celtics de Boston et des Bullets de Baltimore. Il inscrit 3 480 points dans sa carrière professionnelle, soit 12,8 points de moyenne en 276 rencontres entre 1946 et 1951.
Le réalisateur Jacob Hamilton réalise le documentaire « Jump Shot », produit par Stephen Curry qui doit sortir en 2020 et qui est consacré à l'inventeur du tir en suspension